# Суматі (астроном)
Суматі — непальський астроном невизначеної епохи. Вважається, що він жив десь між VI і X століттями нашої ери, виходячи з датування його основної праці, «Суматі Тантри». Більше про нього мало що відомо. На нього вплинула індійська астрономія, і його твори відображають знання про «Сурья-сіддханту» в її ранніх формах.

## Суматі Тантра
Єдиним відомим твором Суматі є «Суматі Тантра», написана на санскриті на пальмовому листі між 556 і 960 роками нашої ери. Вона зберігається в Бібліотеці Кайзера в Катманду. Це перший астрономічний текст, написаний непальським вченим, який значною мірою базується на індійській астрономії, з коментарями та обговоренням індійських текстів, таких як «Сурья-сіддханта» (V ст. н. е.), а також «Панча-сіддхантіка» Варахаміхіри (VI ст. н. е.).
У 1409 році «Суматі Тантра» була перекладена на місцеву неварську мову астрологом на ім'я Бардхан, який назвав цей переклад «Суматі сіддханта». Обидва тексти зазвичай використовували для календарних та астрологічних цілей.